# アレックス・コルダツ
アレックス・コルダツ（Alex Cordaz, 1983年1月1日 - ）は、イタリア・ヴィットリオ・ヴェネト出身のサッカー選手。ポジションはゴールキーパー。姓はコルダズ、コルダスなどとも表記される。

## 経歴
FCインテル・ミラノの下部組織で育ち、2001-02シーズンにはユースチームでオバフェミ・マルティンスやゴラン・パンデフらと共にカンピオナート・プリマヴェーラとトルネオ・ディ・ヴィアレッジョのタイトルを獲得した。2002-03シーズンはセリエC1（3部リーグ）のスペツィア・カルチョにレンタル移籍。翌2003-04シーズンはインテルに戻ると、2004年2月4日にアウェイで行われたコッパ・イタリア準決勝1stレグのユヴェントスFC戦で、後半18分にGKのフランチェスコ・トルドが退場したためアルバロ・レコバに代わってピッチに入りトップチームにデビューした。しかしその後は出場機会は訪れず、2005年1月には再びスペツィアに半年間のレンタル移籍で加わり、続く2005-06シーズンはセリエC1のASアチレアーレでプレーした。
2006年8月、セリエBに降格したトレヴィーゾFCにインテルとの共同保有の形で加わり、2006-07シーズンの前半はセリエC1のASピッツィゲットーネにレンタル移籍した。
2009年7月28日、スイス・チャレンジリーグ（2部リーグ）のFCルガーノに加入した。
2011年7月5日、セリエBのASチッタデッラに加入した。
2013年6月、セリエAのパルマFCに3年契約で加入した。2013-14シーズンはパルマと提携したスロベニア・1.SNL（1部リーグ）のNDゴリツァにレンタル移籍した。
2015年1月9日、セリエBのFCクロトーネに半年間のレンタル移籍で加入した。シーズン終了後は所属はパルマに戻ったが、2015年7月8日には再びクロトーネに3年契約で加入した。2015-16シーズンにクロトーネはセリエBで2位となり、翌2016-17シーズンはクラブにとって史上初となるセリエAに参戦。2016年8月21日に行われた開幕節のボローニャFC戦でセリエAにデビューした。6年半の在籍期間中、クラブはセリエAとセリエBとの間で昇降格を繰り返したが、正GKとして公式戦248試合に出場した。
2021年6月25日、古巣のセリエAのインテルに1年契約で加入した。2021-22シーズンはサミール・ハンダノヴィッチ、ヨヌーツ・ラドゥに次ぐ3rdゴールキーパーとして、シーズンを通じて公式戦での出場機会こそなかったが、コッパ・イタリアとスーペルコッパ・イタリアーナのタイトルを獲得。シーズン終了後の2022年6月23日に新たに1年契約を結んだ。続く2022-23シーズンも同じ2つのタイトルを獲得し、UEFAチャンピオンズリーグの決勝ではベンチから準優勝を経験。またセリエA最終節のトリノFC戦で後半途中から交代出場し、19年ぶりにインテルの選手として公式戦に出場した。シーズン終了後にクラブを退団した。

## 人物
- 2006年5月16日、シチリア島レンティーニの路上でコルダツが運転する自動車が停止していたトラックに衝突。自身は負傷し、同乗していた恋人の女性が亡くなった[17]。その後の調査でコルダツからは基準値以上のアルコールが検出され、2013年10月の最終判決では過失致死の罪により4年間の拘禁刑が宣告された[18]。しかし、収監はされずに社会奉仕活動で罪を償った[19]。
- 憧れのGKとしてワルテル・ゼンガとサンティアゴ・カニサレスの名前を挙げており、カニサレスにあやかって髪を白色に染めていた[20][21]。

## タイトル
スペツィア
- コッパ・イタリア・セリエC：2004-05

ゴリツァ
- スロベニア・カップ：2013-14

インテル
- コッパ・イタリア：2021-22, 2022-23
- スーペルコッパ・イタリアーナ：2021, 2022
- カンピオナート・プリマヴェーラ：2001-02
- トルネオ・ディ・ヴィアレッジョ：2002